# Irgoli
Irgoli település Olaszországban, Szardínia régióban, Nuoro megyében. Lakosainak száma 2199 fő (2023. január 1.). Irgoli Loculi, Onifai, Galtellì, Siniscola és Lula községekkel határos.

## Népesség
A település lakossága az elmúlt években az alábbi módon változott:
| Lakosok száma | 2300 | 2303 | 2199 |
|               | 2017 | 2018 | 2023 |